# 52ste Oscaruitreiking
De 52ste Oscaruitreiking, waarbij prijzen werden uitgereikt aan de beste prestaties in films uit 1979, vond plaats op 14 april 1980 in het Dorothy Chandler Pavilion in Los Angeles. De ceremonie werd voor de tweede keer gepresenteerd door de Amerikaanse presentator Johnny Carson.
De grote winnaar van de avond was Kramer vs. Kramer, met in totaal negen nominaties en vijf Oscars.

## Winnaars en genomineerden
De winnaars staan bovenaan in vet lettertype.

#### Beste film
- Kramer vs. Kramer
  - All That Jazz
  - Apocalypse Now
  - Breaking Away
  - Norma Rae

#### Beste regisseur
- Robert Benton - Kramer vs. Kramer
  - Francis Coppola - Apocalypse Now
  - Bob Fosse - All That Jazz
  - Edouard Molinaro - La Cage aux Folles
  - Peter Yates - Breaking Away

#### Beste mannelijke hoofdrol
- Dustin Hoffman - Kramer vs. Kramer
  - Jack Lemmon - The China Syndrome
  - Al Pacino - ...And Justice for All
  - Roy Scheider - All That Jazz
  - Peter Sellers - Being There

#### Beste vrouwelijke hoofdrol
- Sally Field - Norma Rae
  - Jill Clayburgh - Starting Over
  - Jane Fonda - The China Syndrome
  - Marsha Mason - Chapter Two
  - Bette Midler - The Rose

#### Beste mannelijke bijrol
- Melvyn Douglas - Being There
  - Robert Duvall - Apocalypse Now
  - Frederic Forrest - The Rose
  - Justin Henry - Kramer vs. Kramer
  - Mickey Rooney - The Black Stallion

#### Beste vrouwelijke bijrol
- Meryl Streep - Kramer vs. Kramer
  - Jane Alexander - Kramer vs. Kramer
  - Barbara Barrie - Breaking Away
  - Candice Bergen - Starting Over
  - Mariel Hemingway - Manhattan

#### Beste originele scenario
- Breaking Away - Steve Tesich
  - All That Jazz - Robert Alan Aurthur en Bob Fosse
  - ...And Justice for All - Valerie Curtin en Barry Levinson
  - The China Syndrome - Mike Gray, T.S. Cook en James Bridges
  - Manhattan - Woody Allen en Marshall Brickman

#### Beste bewerkte scenario
- Kramer vs. Kramer - Robert Benton
  - Apocalypse Now - John Milius en Francis Coppola
  - La Cage aux Folles - Francis Veber, Edouard Molinaro, Marcello Danon en Jean Poiret
  - A Little Romance - Allan Burns
  - Norma Rae - Irving Ravetch en Harriet Frank jr.

#### Beste niet-Engelstalige film
- The Tin Drum - West-Duitsland
  - The Maids of Wilko - Polen
  - Mama Turns a Hundred - Spanje
  - A Simple Story - Frankrijk
  - To Forget Venice - Italië

#### Beste documentaire
- Best Boy - Ira Wohl
  - Generation on the Wind - David A. Vassar
  - Going the Distance - Paul Cowan en Jacques Bobet
  - The Killing Ground - Steve Singer en Tom Priestley
  - The War at Home - Glenn Silber en Barry Alexander Brown

#### Beste camerawerk
- Apocalypse Now - Vittorio Storaro
  - All That Jazz - Giuseppe Rotunno
  - The Black Hole - Frank Phillips
  - Kramer vs. Kramer - Nestor Almendros
  - 1941 - William A. Fraker

#### Beste montage
- All That Jazz - Alan Heim
  - Apocalypse Now - Richard Marks, Walter Murch, Gerald B. Greenberg en Lisa Fruchtman
  - The Black Stallion - Robert Dalva
  - Kramer vs. Kramer - Jerry Greenberg
  - The Rose - Robert L. Wolfe en C. Timothy O'Meara

#### Beste artdirection
- All That Jazz - Philip Rosenberg, Tony Walton, Edward Stewart en Gary Brink
  - Alien - Michael Seymour, Les Dilley, Roger Christian en Ian Whittaker
  - Apocalypse Now - Dean Tavoularis, Angelo Graham en George R. Nelson
  - The China Syndrome - George Jenkins en Arthur Jeph Parker
  - Star Trek: The Motion Picture - Harold Michelson, Joe Jennings, Leon Harris, John Vallone en Linda DeScenna

#### Beste originele muziek
- A Little Romance - Georges Delerue
  - The Amityville Horror - Lalo Schifrin
  - The Champ - Dave Grusin
  - Star Trek: The Motion Picture - Jerry Goldsmith
  - 10 - Henry Mancini

#### Beste originele nummers en hun bewerking -of- bewerkte muziek
- All That Jazz - Bewerkte muziek: Ralph Burns
  - Breaking Away - Bewerkte muziek: Patrick Williams
  - The Muppet Movie - Nummers: Paul Williams en Kenny Ascher, bewerkte muziek: Paul Williams

#### Beste originele nummer
- "It Goes Like It Goes" uit Norma Rae - Muziek: David Shire, tekst: Norman Gimbel
  - "I'll Never Say Goodbye" uit The Promise - Muziek: David Shire, tekst: Alan Bergman en Marilyn Bergman
  - "It's Easy to Say" uit 10 - Muziek: Henry Mancini, tekst: Robert Wells
  - "The Rainbow Connection" uit The Muppet Movie - Muziek en tekst: Paul Williams en Kenny Ascher
  - "Through the Eyes of Love" uit Ice Castles - Muziek: Marvin Hamlisch, tekst: Carole Bayer Sager

#### Beste geluid
- Apocalypse Now - Walter Murch, Mark Berger, Richard Beggs en Nat Boxer
  - The Electric Horseman - Arthur Piantadosi, Les Fresholtz, Michael Minkler en Al Overton
  - Meteor - William McCaughey, Aaron Rochin, Michael J. Kohut en Jack Solomon
  - 1941 - Robert Knudson, Robert J. Glass, Don MacDougall en Gene S. Cantamessa
  - The Rose - Theodore Soderberg, Douglas Williams, Paul Wells en Jim Webb

#### Beste geluidsbewerking
- The Black Stallion - Alan Splet[2]

#### Beste visuele effecten
- Alien - H.R. Giger, Carlo Rambaldi, Brian Johnson, Nick Allder en Denys Ayling
  - The Black Hole - Peter Ellenshaw, Art Cruickshank, Eustace Lycett, Danny Lee, Harrison Ellenshaw en Joe Hale
  - Moonraker - Derek Meddings, Paul Wilson en John Evans
  - 1941 - William A. Fraker, A.D. Flowers en Gregory Jein
  - Star Trek: The Motion Picture - Douglas Trumbull, John Dykstra, Richard Yuricich, Robert Swarthe, Dave Stewart en Grant McCune

#### Beste kostuumontwerp
- All That Jazz - Albert Wolsky
  - Agatha - Shirley Russell
  - Butch and Sundance: The Early Days - William Ware Theiss
  - The Europeans - Judy Moorcroft
  - La Cage aux Folles - Piero Tosi en Ambra Danon

#### Beste korte film
- Board and Care - Sarah Pillsbury en Ron Ellis
  - Bravery in the Field - Roman Kroitor en Stefan Wodoslawsky
  - Oh Brother, My Brother - Carol Lowell en Ross Lowell
  - The Solar Film - Saul Bass en Michael Britton
  - Solly's Diner - Harry Mathias, Jay Zukerman en Larry Hankin

#### Beste korte animatiefilm
- Every Child - Derek Lamb
  - Dream Doll - Bob Godfrey en Zlatko Grgic
  - It's So Nice to Have a Wolf around the House - Paul Fierlinger

#### Beste korte documentaire
- Paul Robeson: Tribute to an Artist - Saul J. Turell
  - Dae - Risto Teofilovski
  - Koryo Celadon - Donald A. Connolly en James R. Messenger
  - Nails - Phillip Borsos
  - Remember Me - Dick Young

#### Irving G. Thalberg Memorial Award
- Ray Stark

#### Jean Hersholt Humanitarian Award
- Robert Benjamin

#### Ere-award
- Alec Guinness, voor het bevorderen van de kunst van het acteren op het witte doek door middel van een groot aantal gedenkwaardige en onderscheidende uitvoeringen.
- Hal Elias, voor zijn toewijding en gedistingeerde diensten aan de Academy of Motion Picture Arts and Sciences.[3]

## Films met meerdere nominaties
De volgende films ontvingen meerdere nominaties:
| Nominaties | Film                          | Awards |
| ---------- | ----------------------------- | ------ |
| 9          | All That Jazz                 | 4      |
| 9          | Kramer vs. Kramer             | 5      |
| 8          | Apocalypse Now                | 2      |
| 5          | Breaking Away                 | 1      |
| 4          | The China Syndrome            |        |
| 4          | Norma Rae                     | 2      |
| 4          | The Rose                      |        |
| 3          | 1941                          |        |
| 3          | The Black Stallion            | 1      |
| 3          | La Cage aux Folles            |        |
| 3          | Star Trek: The Motion Picture |        |
| 2          | 10                            |        |
| 2          | Alien                         | 1      |
| 2          | ...And Justice for All        |        |
| 2          | Being There                   | 1      |
| 2          | The Black Hole                |        |
| 2          | A Little Romance              | 1      |
| 2          | Manhattan                     |        |
| 2          | The Muppet Movie              |        |
| 2          | Starting Over                 |        |